# 옐로스톤강

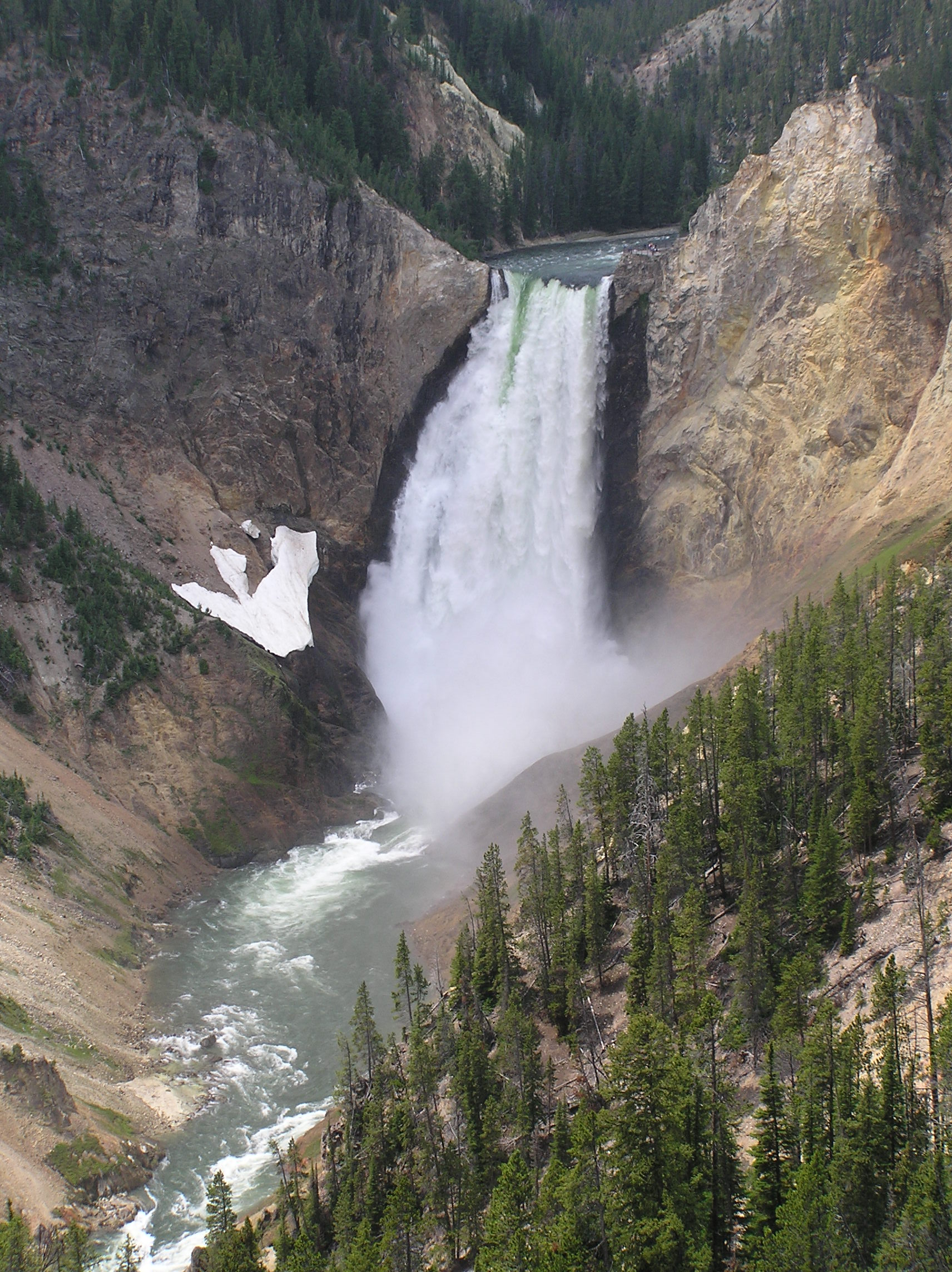
옐로스톤 강

옐로스톤강(Yellowstone River)은 미국의 와이오밍주에서 발원하여 옐로스톤 국립공원을 관류하며 미주리 강으로 흘러드는 강이다. 길이는 대략 1,114 km (692 마일)이다.

## 같이 보기
- 옐로스톤 국립공원